# 中华人民共和国化学工业部
中华人民共和国化学工业部是中华人民共和国国务院曾经存在的部门，1956年5月成立。1970年6月煤炭工业部、石油工业部和化学工业部合并，成立燃料化学工业部。1975年2月1日，撤销燃料化学工业部，成立石油化学工业部。1978年3月第五届全国人大第一次会议通过决定，撤销石油化学工业部，恢复化学工业部。1998年3月，第九届全国人民代表大会第一次会议批准了国务院机构改革方案，化学工业部撤销。

## 机构设置

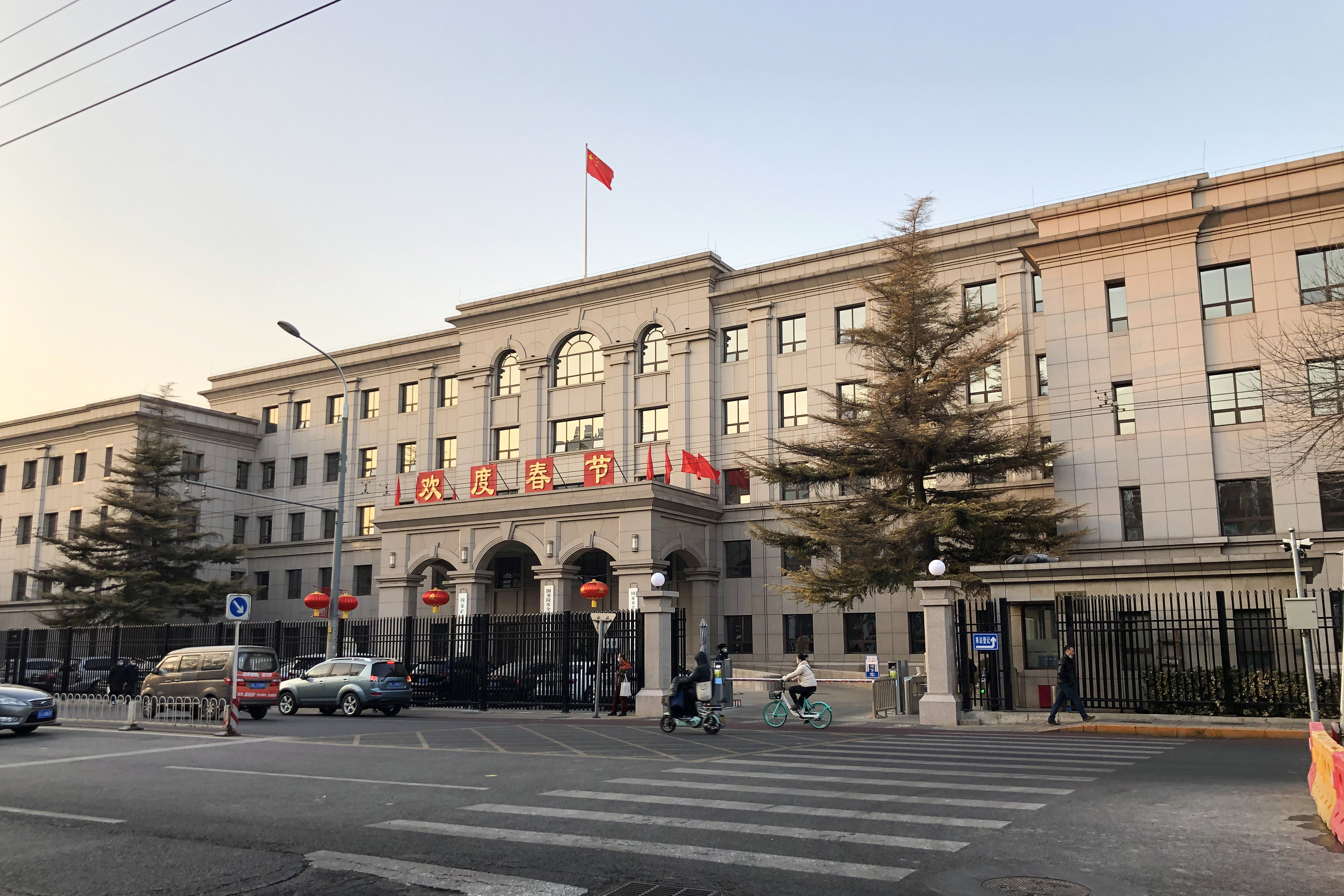
化工部曾在和平里北街21号办公，后来煤炭部也曾使用该办公楼

- 办公厅（办公室、部门办公室、档案处、保卫处、信访处、保密办公室）
- 政策法规司（综合处、信息刊物处、政策研究处、法规处、体制改革处）
- 人事司（综合管理处、干部管理处、干部调配处、技术干部处、干部培训处、机关人事处）
- 计划司（办公室、综合处、无机规划处、有机规划处、固定资产投资处、生产计划处、统计处、环保处、核留外汇处、装备处）
- 化工司（综合处、石油化工处、氯碱处、无机处、涂染处、合成材料处、农药协会）
- 化肥司（氮肥处、纯碱处、小氮肥处、磷肥处、综合处、机动处、农化服务处）
- 经济调节司（办公室、行业财务处、直属财务处、价格税务处）
- 劳动安全司（综合处、行业劳资处、直属劳资处、安全管理处、工业卫生处、安全监督处）
- 外事司（综合联络处、科技交流处、经济合作处、出国人员管理处）
- 生产综合司（办公室、质量管理处、综合调度处、思想政工办、企业管理处、计量处、物资节约处、设备动力处、质量监督处）
- 教育司（办公室、高教处、中教处、规划处、职教处、职工学校处）
- 橡胶司（综合处、轮胎处、制品处、特种橡胶制品处）
- 科技司（技术处、综合计划处、军工办公室、新材料处、化学工程处、科技成果处、标准处）
- 基本建设司（办公室、建设管理处、标准定额处、设计施工处、国产化办公室）
- 二局：即军工局。负责国防新材料研制。1988年在化工部二局（军工）的基础上组建中国化工新材料总公司，是中国化工集团的全资子公司。

## 历任部长
1. 彭涛（1959年5月—1962年7月）
2. 梁膺庸（代部长）[2]
3. 高扬（1962年7月—1970年6月）
4. 兰文兆（军管会主任）
5. 孙敬文（1978年3月—1982年3月）
6. 秦仲达（1982年3月—1989年7月）
7. 顾秀莲（1989年7月—1998年3月）